# A12高速公路 (葡萄牙)
A12高速公路（葡萄牙語：A12），是葡萄牙中部一條高速公路，全長41.3公里。呈弧形，西始薩卡文華士古達伽馬大橋（與里斯本內環公路接通），至塞圖巴爾止。
設有四處交流道、一個服務站。1979年開始通車，至1998年全線通車。